# Richard Doyle (acteur)
Pour les articles homonymes, voir Richard Doyle.
Richard Doyle, parfois crédité sous le nom de Richard Doyal, est un acteur américain.

## Enfance
À l'âge de six ans, Richard Doyle a eu son premier goût du divertissement lorsqu'un directeur des loisirs dans une base navale de Norfolk, en Virginie, l'a présenté devant une foule d'épouses de la Marine. Il a alors chanté "Oh, You Beautiful Doll".
Sa formation d'acteur comprenait des études au Long Beach City College.

## Carrière
Doyle a joué un premier rôle dans la deuxième saison de Barnaby Jones dans un épisode intitulé "Blind Terror" (16 septembre 1973). Il est apparu dans des séries télévisées telles que Cheers, Voyage au fond des mers, Drôles de dames, Dallas, M*A*S*H, Cannon et La Nouvelle Équipe, et a travaillé avec Ernest Borgnine sur la série de science-fiction Future Cop.

## Filmographie

### Film
| Année | Titre                | Rôle                |
| ----- | -------------------- | ------------------- |
| 1978  | Morts suspectes      | Pathologiste        |
| 1984  | Prêchi-prêcha        | Prêtre              |
| 1986  | Trick or Treat       | Rôle vocal          |
| 1997  | Air Force One        | Colonel Bob Jackson |
| 2012  | Heathens and Thieves | Facture             |
| 2017  | Abduction of Angie   | Léonard             |

### Télévision
| Year      | Title                                      | Role                        |
| --------- | ------------------------------------------ | --------------------------- |
| 1968      | Twelve O'clock High                        | Glen King                   |
| 1971      | Night Gallery                              | Bruce                       |
| 1973      | Cannon                                     |                             |
| 1976      | MASH                                       | M.P.                        |
| 1977      | Les Têtes brûlées                          | Bartender                   |
| 1977      | Switch                                     |                             |
| 1978      | Police Story                               | Alexander Davis             |
| 1978      | Project U.F.O.                             | Sargent Brown, Alex Sanders |
| 1978      | 200 dollars plus les frais                 |                             |
| 1979      | Barnaby Jones                              | Alan Simmons                |
| 1979      | Lou Grant                                  | Paul Glover                 |
| 1979      | Son-Rise: A Miracle of Love                | Herb                        |
| 1980      | The Women's Room                           |                             |
| 1982      | Ralph Super-héros                          | Biff Anderson               |
| 1983      | Fame                                       | Prêtre                      |
| 1985      | Heart of a Champion: The Ray Mancini Story | Journaliste                 |
| 1986      | Dallas                                     | Thomas Perry                |
| 1986      | Dress Gray                                 | AIA Agent                   |
| 1987      | Mr. Belvedere                              | Annonceur                   |
| 1989-1993 | Cheers                                     | Mr. Walter Gaines           |
| 1989      | Côte Ouest                                 | Walter Glendon              |
| 1991      | Down Home                                  | Morton                      |
| 1996      | New York Police Blues                      | Paul Wilson                 |
| 1996      | Alliance interdite                         | Mr. Anthony                 |
| 1996      | Les Sœurs Reed                             | John Morris                 |
| 1998      | Pensacola                                  | Edward                      |
| 1998      | The Lost World                             | Plusieurs rôles             |
| 1998      | The Practice : Donnell et Associés         | Juge Warren Halperin        |
| 1999      | Le Caméléon                                | Dr. Wolverton               |
| 2001      | The Lot                                    | Dr. Anderson                |
| 2006      | Justice                                    | Juge Kurtz                  |
| 2010      | Brothers and Sisters                       | Benjamin Wright             |
| 2011      | Raising Hope                               | Narrateur                   |
| 2017      | NCIS : Enquêtes spéciales                  | Vétéran                     |

### Jeux vidéo
| Année | Titre                                                       | Rôle                                             |
| ----- | ----------------------------------------------------------- | ------------------------------------------------ |
| 1996  | Blood Omen: Legacy of Kain                                  | Mœbius, Anarcrothe, Nupraptor                    |
| 1999  | Legacy of Kain: Soul Reaver                                 | Moebius, gardien du tombeau                      |
| 2000  | Grandia II                                                  | Zera, Gonzola, chef du village                   |
| 2001  | Legacy of Kain: Soul Reaver 2                               | Mœbius, Turel                                    |
| 2002  | Eternal Darkness: Sanity's Requiem                          | Le pieux Auguste, Ulyaoth                        |
| 2003  | Legacy of Kain: Defiance                                    | Mœbius                                           |
| 2004  | Metal Gear Solid 3: Snake Eater                             | La furie                                         |
| 2004  | Ninja Gaiden                                                | Narrateur                                        |
| 2004  | onimusha: Blade Warriors                                    | Oda Nobunaga                                     |
| 2004  | Onimusha 3: Demon Siege                                     | Oda Nobunaga                                     |
| 2004  | X-Men Legends                                               | Fauve                                            |
| 2005  | Age of Empires III                                          | Alain Magnan                                     |
| 2005  | X-Men Legends II : L'Avènement d'Apocalypse                 | Fauve                                            |
| 2007  | Ben 10: Protector of Earth                                  | Hénoc                                            |
| 2008  | Metal Gear Solid 4: Guns of the Patriots                    | Big Boss                                         |
| 2008  | Too Human                                                   | Pilote, homme de main                            |
| 2010  | Ben 10 Ultimate Alien: Cosmic Destruction                   | Hénoc                                            |
| 2010  | Splatterhouse                                               | Dr West                                          |
| 2011  | Ace Combat: Assault Horizon                                 | Pierre La Pointe                                 |
| 2011  | Warhammer 40,000: Dawn of War II - Retribution              | Seigneur Général Castor                          |
| 2012  | Ben 10: Omniverse                                           | Driscoll                                         |
| 2012  | Starhawk                                                    | Coupeur                                          |
| 2013  | Star Wars: The Old Republic - La montée du cartel des Hutts | Shalim Avesta                                    |
| 2014  | murdered: Soul Suspect                                      | Agent de sécurité, détective Howell, examinateur |

### Attractions de parc à thème
| Année | Titre           | Rôle                  |
| ----- | --------------- | --------------------- |
| 1992  | Théâtre Fantôme | Maestro, Usher (voix) |